# Hoyerswerda
Hoyerswerda (alt sòrab: Wojerecy) és un municipi alemany que pertany a l'estat de Saxònia. Es troba a uns 35 km al sud de Cottbus i 55 km al nord-est de Dresden a la zona d'assentament dels sòrabs. Limita amb els municipis d'Elsterheide, Spreetal, Lohsa, Wittichenau, Bernsdorf i Lauta.

## Divisió administrativa
La ciutat es divideix en Alt-(11 barris) i Neustadt (14 barris) amb els llogarets de Bröthen/Michalken (Brětnja/Michałki), Dörgenhausen (Němcy), Knappenrode (Hórnikecy), Schwarzkollm (Čorny Chołmc) i Zeißig (Ćisk).

## Ajuntament
El consistori és format per 30 regidors, repartits entre els partits (2008):
- 10: CDU
- 9: Die Linke
- 5: FW StadtZukunft
- 4: SPD
- 1: FDP
- 1: NPD

## Personatges il·lustres
- Rudolf von Sebottendorf